# Donald's Dilemma
Donald's Dilemma és un curtmetratge d'animació de 1947 de Walt Disney Pictures dirigit per Jack King i protagonitzat per l'Ànec Donald i Daisy. Va ser estrenat originalment l'11 de juliol de 1947 als Estats Units d'Amèrica. Encara que Donald és el personatge principal oficial d'aquest curt, Daisy és realment el personatge protagonista. El dilema del títol, de fet, recau sobre ella i no sobre Donald.

## Argument
El curt comença amb Daisy narrant el seu problema un psicòleg a través d'escenes retrospectives. El seu problema va començar un bonic dia de primavera quan estava en una cita amb Donald i un test amb una flor plantada en ella va caure de l'alt d'un edifici cap al cap de Donald, que va caure desmaiat. Preocupada, Daisy tracta de reanimar-lo però afortunadament Donald recupera la consciència ràpidament, tanmateix amb diferències marcades. Tant la seva veu parlada com cantada van millorar. Tanmateix, Donald no té records de qui era Daisy. Arriba a ser un conegut cantant de balades i la seva interpretació de "When You Wish Upon a Star" arriba a ser un èxit, el qual li dona un enorme nombre de fans. La pèrdua per Daisy desemboca en un nombre de símptomes psicològics - ella sofreix d'anorèxia, insomni i com ella mateixa descriu bogeria. Una escena censurada sovint presenta la seva pèrdua de la voluntat per viure apuntant-se una pistola al cap alhora que exclama: "No podia dormir, no podia menjar, no podia viure!". Ella decideix que anirà per veure a Donald una vegada més, a qualsevol preu, però falla en fer-ho. És per això que decideix veure el psicòleg - i el flashback acaba passant al moment actual del curt.
Al final el psicòleg determina que Donald recuperarà la memòria i a Daisy si un altre test amb la flor caigués al seu cap. Però li adverteix que la seva veu millorada pot perdre's igual com la seva carrera com a cantant. Posa un dilema a Daisy: o el món té el seu famós cantant però Daisy el perd o Daisy recupera a Donald però el món el perd. Amb la pregunta de "per al món o només seu", Daisy respon amb un crit ressonant i possessiu - "meu, meu, meu". Aviat, Donald torna a ser ell mateix oblidant la seva carrera de cantant i Daisy recupera el seu amor.